# 이비아 겨울이야기 (이비아 X Trabler)
〈이비아 겨울이야기 (이비아 X Trabler)〉는 대한민국의 가수 이비아(타이미)의 4번째 싱글이다.

## 개요
- 이비아 명의로의 마지막 싱글이다.

## 수록곡
- 전체 작사: 김디지, 송호재, 전체 작곡: 송호재, 김병우, 전체 편곡: 이비아, 한정훈

1. 나에게 거짓말을 해봐 (Feat. Trabler)
2. 나에게 거짓말을 해봐 (Inst.)